# Rhacochelifer lobipes
Rhacochelifer lobipes är en spindeldjursart som först beskrevs av Beier 1929.  Rhacochelifer lobipes ingår i släktet Rhacochelifer och familjen tvåögonklokrypare. Inga underarter finns listade i Catalogue of Life.